# L’Avion – Das Zauberflugzeug
L’Avion – Das Zauberflugzeug ist ein deutsch-französisches Fantasydrama von Cédric Kahn aus dem Jahr 2005. Es beruht auf dem Comic Charly von Magda Seron und Denis Lapière.

## Handlung
Es ist Weihnachten und der kleine Charly wünscht sich nichts mehr als ein Fahrrad. Er ist daher enttäuscht, als sein Vater Pierre – er arbeitet als Pilot beim Militär und kommt erst nachts nach dem Weihnachtsfest nach Hause – ihm stattdessen ein Flugzeug schenkt. Charly kann seine Enttäuschung vor ihm nicht verbergen und Pierre zeigt sich vor seiner Frau Catherine ebenfalls enttäuscht, hat er das weiße Flugzeug doch über eine lange Zeit hinweg selbst gebaut. Seinem Sohn gegenüber hat er angedeutet, dass das Fahrrad vielleicht an seinem baldigen Geburtstag auf ihn wartet. Kurz vor seinem Geburtstag muss Pierre mal wieder auf Arbeit und verspricht Charly in einem Brief, das Fahrrad nicht vergessen zu haben. Als der Junge an dem Tag von der Schule heimkommt, ist die gesamte Familie um die weinende Catherine versammelt: Pierre hatte einen tödlichen Autounfall.
Am Abend findet Charly das Flugzeug, das sein Vater auf den Kleiderschrank gestellt hatte, auf dem Boden wieder. Er schläft mit dem Flugzeug im Arm ein, nur um es am nächsten Morgen wieder auf dem Schrank vorzufinden. Vor seiner Freundin, der Nachbarstochter Mercedes, behauptet er, dass sein Flugzeug fliegen könne, doch kann er dies erst beweisen, als das Flugzeug in der Schule von Mitschülern gestohlen wird und zu ihm zurückfliegt. Charly beginnt, mit dem Flugzeug zu reden, das ihm wiederum über ein rotes Licht im Inneren Antworten zu geben scheint. Charly hofft, mit dem Flugzeug seinen Vater wiederzufinden. Als er sich eines Tages mit dem Flugzeug auf das Hausdach stellt und mit ihm davonfliegen will, reicht es Catherine. Sie nimmt Charly das Flugzeug weg und schließt es ein. Kurz darauf durchbricht das Flugzeug ein Fenster und rast im Haus umher, ehe es Charly beruhigen kann. Catherine alarmiert Pierres früheren Arbeitskollegen Xavier, der das Flugzeug zu Untersuchungen mit in sein Labor nimmt. Er weiß, dass Pierre an etwas geforscht hatte. Das Flugzeug erweist sich als extrem stabil, scheint jedoch kein erkennbares Innenleben zu haben. Charly wiederum reißt nachts mit Mercedes aus, bricht in das Labor ein und nimmt das Flugzeug an sich. Von Xavier und zahlreichen Soldaten verfolgt, flieht er auf das Dach des Laborkomplexes und fliegt schließlich mit dem Flugzeug davon.
Auf der Flucht stürzt Charly mit dem Flugzeug in einem Waldstück ab. Er kann Xavier entkommen, der ihm gefolgt ist, und bricht schließlich auf einem Turm zusammen. Das Flugzeug fliegt zu Catherine, die inzwischen Aufzeichnungen ihres Mannes gefunden hat. Auf einem Foto posierte er mit einem Meteoriten, den er in der Wüste Ägyptens gefunden hat und den er als ideal für den Flugzeugbau empfand. Catherine entdeckt das Flugzeug, das sie zu Charly führt. Xavier, der das Flugzeug unbedingt besitzen will, ist ihnen gefolgt, doch gelingt es Catherine, ihn abzuhängen. Mit Charly, dem Flugzeug und Mercedes, die sich als blinder Passagier ins Auto geschmuggelt hat, flieht Catherine zum Ferienhaus der Familie am Meer. Charly ist traurig, scheint das Flugzeug doch seine magischen Fähigkeiten verloren zu haben. Mercedes rät ihm, das Flugzeug zu vergraben, glaubt sie doch, das Wünsche in Erfüllung gehen, wenn das Vergrabene verschwindet. Charly vergräbt das Flugzeug nachts im Sand. Kurz darauf ist es verschwunden und sein Vater steht vor ihm. Er bittet Charly, stark zu sein und seiner Mutter zu helfen. Er werde sein Leben lang bei ihm sein, so müsse Charly nur einen Stern am Himmel ansehen. Charly wiederum kann seinem Vater nun sagen, dass er sich über das Flugzeug gefreut hat, und sich von ihm bewusst verabschieden, als er in einem Boot aufs Meer hinaustreibt und schließlich zu einem hellen Licht am Himmel wird. Am nächsten Tag brechen Catherine, Charly und Mercedes auf. Charly meint, dass er sein Flugzeug zurücklassen werde, da er es nicht mehr brauche.

## Produktion
L’Avion – Das Zauberflugzeug wurde unter dem Arbeitstitel Charly im Sommer 2004 unter anderem in den MMC-Studios in Köln gedreht. Weitere Drehorte waren die École primaire du Point du Jour in Boulogne-Billancourt, der Flugplatz Melun-Villaroche und der Wald von Ermenonville. Das Budget betrug rund 10 Millionen Euro. Der Film gehörte zu zwölf europäischen Koproduktionen, für die der Filmfonds des Europarats Eurimages im Juli 2004 Gelder bewilligte. Die Filmstiftung NRW unterstützte die Produktion mit einer Million Euro. Die Kostüme schuf Pascaline Chavanne, die Filmbauten stammen von Arnaud de Moleron.
L’Avion – Das Zauberflugzeug kam am 20. Juli 2005 in die französischen Kinos, wo der Film von rund 153.000 Zuschauern gesehen wurde. Am 3. Mai 2007 lief er in den deutschen Kinos an und erschien im Dezember 2007 auf DVD.

## Kritik
„Der überzeugend gespielte, hinreißend fotografierte und sehr sorgfältig inszenierte Kinderfilm verbindet virtuos anrührende, aber niemals rührselige märchenhafte Unterhaltung mit der Auseinandersetzung mit existenziellen Themen wie Tod, Verlust und Trauer“, fasste der film-dienst zusammen. Dem Regisseur sei ein „außergewöhnlicher, behutsamer Kinderfilm gelungen“, so die Berliner Morgenpost.
Cinema bezeichnete den Film als „Mischung aus Alltagstragödie und fantastischem Märchen“, die zunächst funktioniere, zum Ende jedoch „seine Botschaft in kitschig-plumpe Szenen [kleidet], die alle losen Fäden eilig zum Happy End verknüpfen“. Kahn erzähle „poetisch mit professionellen Schauspielern, pendelt aber unentschlossen zwischen eingängigem Realismus, haarsträubendem Kitsch und bezauberndem Märchen“, befanden die Stuttgarter Nachrichten. „Dafür, was es heißt, jemanden in der Erinnerung am Leben zu erhalten, hat Kahn mit dem Zauberflugzeug eine schöne Parabel gefunden – aber leicht zu verstehen ist sie nicht“, stellte Susan Vahabzadeh in ihrer Kritik für die Süddeutsche Zeitung fest.

## Auszeichnungen
L’Avion – Das Zauberflugzeug gewann 2005 den Lucas als Bester Film. In der Jurybegründung hieß es, dass der Film „durch seine klare Bildsprache [beeindrucke]. Das Thema Tod werde sehr einfühlsam dargestellt“.
Die Deutsche Film- und Medienbewertung FBW in Wiesbaden verlieh dem Film das Prädikat besonders wertvoll.